# Myginda crossopetalum
Myginda crossopetalum là một loài thực vật có hoa trong họ Dây gối. Loài này được Schult. mô tả khoa học đầu tiên.